# Hrušovar
Hrušovar je priimek v Sloveniji, ki ga je po podatkih Statističnega urada Republike Slovenije na dan 1. januarja 2010 uporabljalo 86 oseb.

## Znani nosilci priimka
- Gabriel - Drago Hrušovar (1921 - 2002), partizanski zdravnik in zdravnik medicine dela
- Jan Hrušovar, igralec
- Marjan Hrušovar, karateistični funkcionar ?
- Tadej Hrušovar (1947 - 2020), skladatelj in pevec zabavne glasbe
- Zmago Hrušovar (1924 - ?) agronom, direktor agrokombinata Emona / Lj